# Rajd Tatr 1983
Rajd Tatr 1983 (15. Int. Rallye Tatry 1983) – 15. edycja rajdu samochodowego Rajd Tatr rozgrywanego w Czechosłowacji. Rozgrywany był od 9 do 10 września 1983 roku. Rajd był szóstą rundą Rajdowego Pucharu Pokoju i Przyjaźni w roku 1983 oraz trzydziestą trzecią (współczynnik 1) rundą Rajdowych Mistrzostw Europy w roku 1983.

## Klasyfikacja rajdu
| Miejsce                      | Kierowca                     | Pilot                        | Samochód                     | Czas                         | Strata                       |                              |
| Klasyfikacja generalna i ERC | Klasyfikacja generalna i ERC | Klasyfikacja generalna i ERC | Klasyfikacja generalna i ERC | Klasyfikacja generalna i ERC | Klasyfikacja generalna i ERC | Klasyfikacja generalna i ERC |
| ---------------------------- | ---------------------------- | ---------------------------- | ---------------------------- | ---------------------------- | ---------------------------- | ---------------------------- |
| 1.                           | Franco Ceccato               | Roberto Falcon               | Fiat 131 Abarth              | 4:06:56                      | -                            |                              |
| 2.                           | John Haugland                | Monika Eckardt               | Škoda 130 RS                 | 4:09:20                      | +2:24                        |                              |
| 3.                           | Svatopluk Kvaizar            | Jiří Janeček                 | Škoda 130 RS                 | 4:10:34                      | +3:38                        |                              |
| 4.                           | Peter Mattig                 | Erhard Breitenbach           | Opel Ascona 400              | 4:12:23                      | +5:27                        |                              |
| 5.                           | Václav Blahna                | Pavel Schovánek              | Škoda 130 RS                 | 4:12:34                      | +5:38                        |                              |
| 6.                           | Václav Pech sen.             | Jan Soukup                   | Škoda 130 RS                 | 4:13:12                      | +6:16                        |                              |
| 7.                           | Stasys Brundza               | Arvydas Girdauskas           | Lada VAZ 21011               | 4:23:02                      | +16:06                       |                              |
| 8.                           | Pavel Valoušek sen.          | Karel Jirátko                | Škoda 130 RS                 | 4:23:27                      | +16:31                       |                              |
| 9.                           | Zdeněk Pipota                | Oldřich Gottfried            | Škoda 130 RS                 | 4:23:34                      | +16:38                       |                              |
| 10.                          | Georgi Petrov                | Ivan Tonev                   | Renault 5 Alpine             | 4:25:52                      | +18:56                       |                              |
| Klasyfikacja RPPiP           |                              |                              |                              |                              |                              |                              |
| 1.                           | Svatopluk Kvaizar            | Jiří Janeček                 | Škoda 130 RS                 | 4:10:34                      | 0,0                          |                              |
| 2.                           | Václav Blahna                | Pavel Schovánek              | Škoda 130 RS                 | 4:12:34                      | +2:00                        |                              |
| 3.                           | Václav Pech sen.             | Jan Soukup                   | Škoda 130 RS                 | 4:13:12                      | +2:38                        |                              |
| 4.                           | Stasys Brundza               | Arvydas Girdauskas           | Lada VAZ 21011               | 4:23:02                      | +12:28                       |                              |
| 5.                           | Pavel Valoušek sen.          | Karel Jirátko                | Škoda 130 RS                 | 4:23:27                      | +12:53                       |                              |
| 6.                           | Zdeněk Pipota                | Oldřich Gottfried            | Škoda 130 RS                 | 4:23:34                      | +13:00                       |                              |
| 7.                           | Georgi Petrov                | Ivan Tonev                   | Renault 5 Alpine             | 4:25:52                      | +15:18                       |                              |